# 六柱制
六柱制是粵劇內有關行當的戲班制度。早年粵劇的行當原為「末」（老生）、「淨」（花面）、「生」（正生）、「旦」（正旦）、「丑」（丑角）、「外」（正生外加一生）、「小」（小武）、「貼」（正旦外加一旦）、「夫」（老旦）、「雜」（二花面、五軍虎、堂旦等）的十大行當。
因為戲班常常遠赴外地表演，大型編制使戲班支出龐大。後來，經過抗日戰爭和電影興起後，戲班收入不斷減少。戲班的編制被精簡為以六位台柱為主，即「文武生」、「小生」、「正印花旦」、「二幫花旦」、「生」、「武生」。